# Vrtača, Kostanjevica na Krki
Vrtača je naselje v Občini Kostanjevica na Krki.